# Morti nel 1561
| Questa pagina contiene informazioni ricavate automaticamente dalle voci biografiche con l'ausilio del template Bio e di un bot. L'aggiornamento è periodico e automatico e ricostruisce completamente la pagina. Se manca una persona in questa lista, sei pregato di non aggiungerla, ma accertati piuttosto che la sua voce biografica contenga il template Bio e che i dati anagrafici siano correttamente compilati. Se il template Bio manca, inseriscilo tu stesso o, in alternativa, metti l'avviso {{tmp\|Bio}} che ne segnala la mancanza. Se i dati riportati sono sbagliati, correggi direttamente la voce biografica; le modifiche saranno visibili in questa lista entro pochi giorni. Per chiarimenti vedi il progetto biografie. La lista contiene solo le 81 persone che sono citate nell'enciclopedia e per le quali è stato implementato correttamente il template Bio. Pagina aggiornata al 2 apr 2025. |

## Gennaio(6)
- 9 gennaio - Amago Haruhisa, militare giapponese (n. 1514)
- 9 gennaio - Luca Martini, ingegnere e scrittore italiano (n. 1507)
- 13 gennaio - Federico Magnus I di Solms-Laubach, nobile tedesco (n. 1521)
- 22 gennaio - Isabella Sforza, letterata italiana (n. 1503)
- 31 gennaio - Bayram Khan, generale (n. 1501)
- 31 gennaio - Menno Simons (n. 1496)

## Febbraio(6)
- 2 febbraio - Giovanni Andrea Mercurio, cardinale e arcivescovo cattolico italiano (n. 1518)
- 4 febbraio - Robert de Lénoncourt, cardinale e arcivescovo cattolico francese
- 12 febbraio - Antonio Galli, poeta italiano (n. 1510)
- 13 febbraio - Francesco I di Nevers, nobile e militare francese (n. 1516)
- 16 febbraio - Cornelius Canis, cantore e compositore fiammingo
- 26 febbraio - Jorge de Montemayor, romanziere e poeta portoghese (n. 1520)

## Marzo(7)
- 4 marzo - Lancelot Blondeel, pittore, incisore e ingegnere fiammingo (n. 1498)
- 4 marzo - Carlo Carafa, cardinale e militare italiano (n. 1517)
- 5 marzo - Giovanni Carafa, condottiero italiano
- 15 marzo - Gonçalo da Silveira, gesuita portoghese (n. 1526)
- 24 marzo - Giulio d'Este, nobile italiano (n. 1478)
- 25 marzo - Conrad Lycosthenes, umanista e enciclopedista francese (n. 1518)
- 30 marzo - Andrés Hurtado de Mendoza, militare spagnolo

## Aprile(1)
- 21 aprile - Lucrezia di Cosimo I de' Medici, nobildonna italiana (n. 1545)

## Maggio(2)
- 9 maggio - Antonio Barattucci, avvocato italiano (n. 1486)
- 16 maggio - Jan Tarnowski, polacco (n. 1488)

## Giugno(4)
- 6 giugno - Elisabetta della Rovere, nobildonna italiana (n. 1529)
- 6 giugno - Caterina di Meclemburgo-Schwerin, nobile tedesca (n. 1487)
- 20 giugno - Francis Hastings, II conte di Huntingdon, nobile inglese (n. 1514)
- 23 giugno - Saitō Yoshitatsu, militare giapponese (n. 1527)

## Luglio(4)
- 9 luglio - Sebald Heyden, compositore e cantore tedesco (n. 1499)
- 10 luglio - Rüstem Pascià, generale e politico ottomano
- 14 luglio - Obata Toramori, militare giapponese (n. 1491)
- 15 luglio - Luisa di Borbone-Montpensier, nobile francese (n. 1482)

## Agosto(3)
- 9 agosto - Claude de Longwy de Givry, vescovo cattolico e cardinale francese (n. 1481)
- 21 agosto - Domenico Trevisan, politico e diplomatico italiano (n. 1500)
- 28 agosto - Jacqueline de Longwy, nobile francese

## Settembre(5)
- 5 settembre - Giovanni Antonio Delfini, francescano e teologo italiano (n. 1506)
- 10 settembre - Takeda Nobushige, militare giapponese (n. 1525)
- 25 settembre - Şehzade Bayezid, principe ottomano (n. 1527)
- 27 settembre - Paolo Battista de' Giudici, doge (n. 1490)
- 30 settembre - Michele Sidonio, teologo e vescovo cattolico tedesco (n. 1506)

## Ottobre(2)
- 18 ottobre - Yamamoto Kansuke, militare giapponese (n. 1501)
- 27 ottobre - Lope de Aguirre, esploratore spagnolo

## Novembre(2)
- 8 novembre - Ippolito Costa, pittore italiano (n. 1506)
- 14 novembre - Filippo III di Hanau-Münzenberg, tedesco (n. 1526)

## Dicembre(4)
- 6 dicembre - Silvia Ruffini, nobildonna italiana (n. 1475)
- 10 dicembre - Kaspar Schwenckfeld, teologo tedesco (n. 1489)
- 22 dicembre - Taddeo Gaddi, cardinale e arcivescovo cattolico italiano (n. 1520)
- 28 dicembre - Jacopo Marmitta, poeta e religioso italiano (n. 1504)

## Senza giorno specificato(35)
- Matteo Bandello, vescovo cattolico e scrittore italiano (n. 1485)
- Simon Bening, miniatore fiammingo (n. 1483)
- Alonso Berruguete, pittore, scultore e architetto spagnolo (n. 1488)
- Diomede III Carafa, duca italiano (n. 1526)
- Marie Dentière, teologa belga
- Sigismondo II d'Este, nobile italiano (n. 1493)
- Gabriele Faerno, umanista e scrittore italiano (n. 1510)
- Battista Franco, pittore italiano
- Claude Garamond, tipografo francese (n. 1480)
- Ridolfo del Ghirlandaio, pittore italiano (n. 1483)
- Giovanni da Udine, pittore, decoratore e architetto italiano (n. 1487)
- Gülfem Hatun, ottomana
- Ijuin Tadaaki, militare giapponese (n. 1520)
- Antoine Marcourt, religioso francese
- Luis de Milán, compositore spagnolo
- Federico Moncada, nobile e militare italiano
- Nagano Narimasa, militare giapponese (n. 1491)
- Giovanni Nasco, compositore fiammingo
- Ami Perrin, politico svizzero
- Callisto Piazza, pittore italiano (n. 1500)
- Glorietta Restivo, religiosa italiana
- Bernard Salomon, pittore, disegnatore e incisore francese (n. 1506)
- Johannes Sapidus, umanista, poeta e drammaturgo tedesco (n. 1490)
- Sayri Tupac, imperatore inca (n. 1535)
- Julio Segni, compositore, clavicembalista e organista italiano (n. 1498)
- Jane Seymour, nobile e scrittrice inglese (n. 1541)
- Madre Shipton, inglese (n. 1488)
- Tamura Yoshiaki, militare giapponese
- Hans Tausen, teologo danese (n. 1494)
- Gerolamo Tessari, pittore italiano
- Pedro de Ursúa, esploratore spagnolo (n. 1526)
- Caspar Vopel, matematico, astronomo e cartografo tedesco (n. 1511)
- Afonso II del Congo, re
- Diogo I del Congo, re
- Özdemir Pascià, militare e politico ottomano